# Foramen parietale

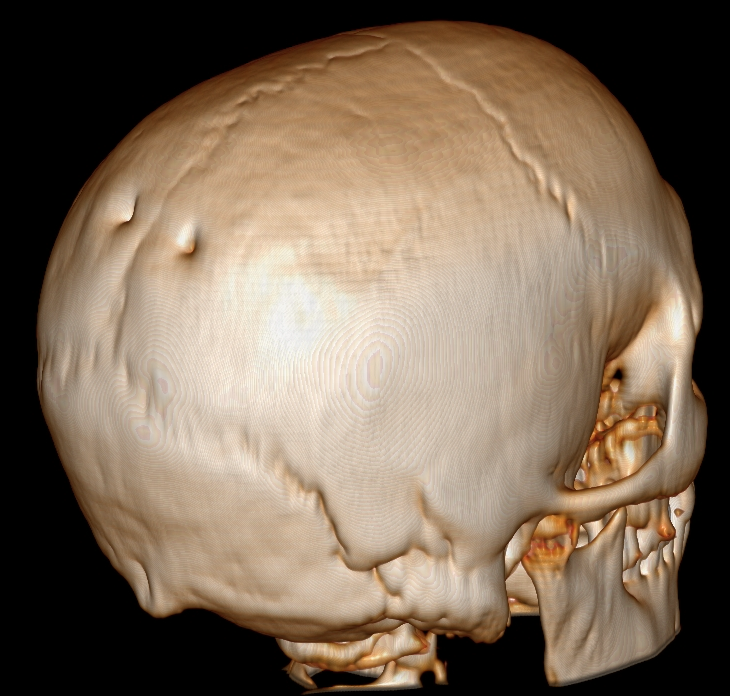
Oberflächen-gerendertes CT des Schädels (rechte Seite) mit Parietalforamina im Bild links oben zu sehen.

Das Foramen parietale (von lateinisch foramen „Öffnung“, „Loch“ und zum Os parietale  „Scheitelbein“ gehörig) ist eine Öffnung am Oberrand des Scheitelbeines, durch das die Vena emissaria parietalis verläuft als Verbindung mit dem Sinus sagittalis superior.
Mitunter zieht auch ein Nebenast der Arteria occipitalis hindurch.
Das Vorliegen sowie die Größe dieser Foramina können sehr unterschiedlich sein.
Eine abnorme Vergrößerung dieser Löcher findet sich bei der angeborenen Foramina-parietalia-permagna-Erkrankung.